# Mohammed Dramani Kalilu
Mohammed Dramani Kalilu (Obuasi, 21 de outubro de 1962) é um ex-futebolista profissional ganês, atuava como defensor, medalhista olímpico de bronze.
Mohammed Kalilu conquistou a a medalha de bronze em Barcelona 1992.